# Donax variabilis
Donax variabilis är en musselart som beskrevs av Thomas Say 1822. Donax variabilis ingår i släktet Donax och familjen Donacidae. Inga underarter finns listade i Catalogue of Life.

## Bildgalleri

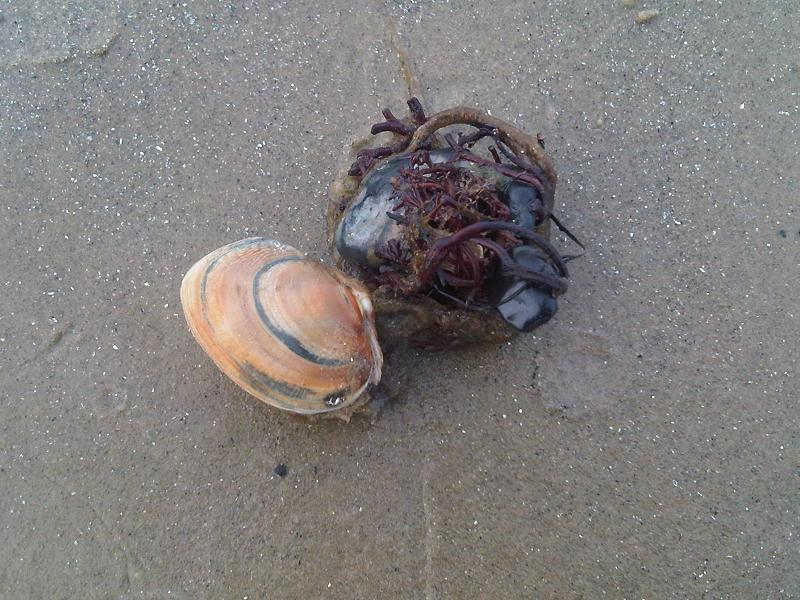
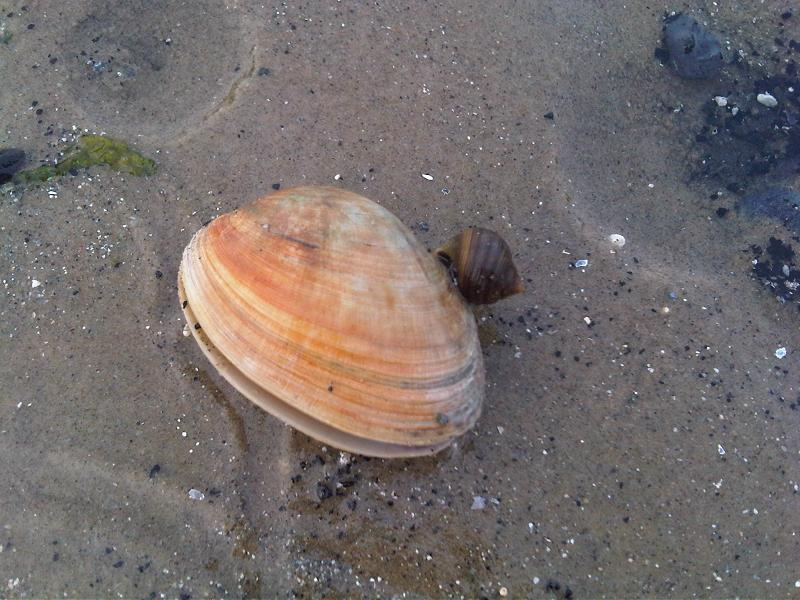
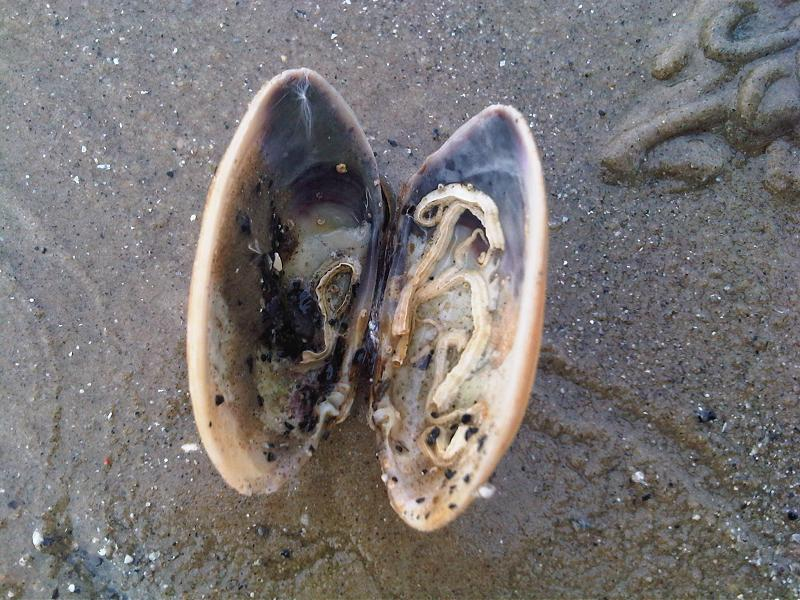
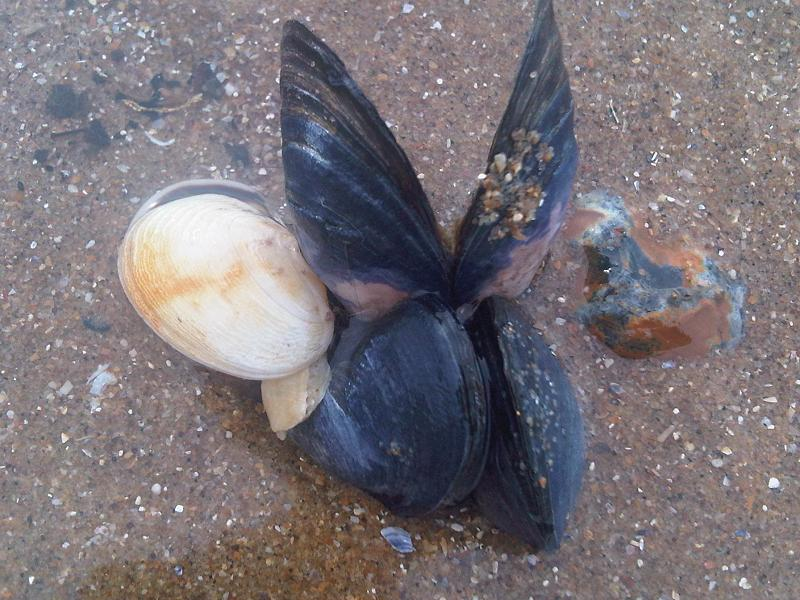